# Far Star
Far Star ist ein Jazzalbum von Gilad Hekselman. Die in Tel Aviv und New York City vom März 2020 bis Dezember 2020 entstandenen Aufnahmen erschienen am 13. Februar 2022 auf Edition Records.

## Hintergrund
Hekselman nahm das Album während der COVID-19-Pandemie mit Gästen wie den Schlagzeugern Eric Harland und Ziv Ravitz sowie dem Pianisten Shai Maestro auf. Der Gitarrist selbst ist hier und da an Bass, Keyboards, Tamburin und Percussion aktiv. Das Album ist ein allein von Hekselman produziertes Studioalbum und aus Schichten aufgebaut, schrieb Mike Gates, und es ist auch ein Album, das fast zufällig entstanden ist, wie der Gitarrist erklärt hat: 
„Anfang 2020 bin ich drei Monate lang mit meiner Familie von Südostasien mit Bergen neuer Musik zurückgekehrt, die geeignet waren, mit real [anwesenden] Menschen gespielt zu werden. Dann kam die Pandemie und plötzlich blieben mir nur noch meine Instrumente, Mikrofone und mein Computer, um diese Musik zum Leben zu erwecken. Wie alle anderen wusste ich nicht, wie lange das dauern würde, also legte ich auf meinem Computer einen Ordner namens „Song Demos“ an, in der Hoffnung, dass ich die Tracks bald an meine Band schicken würde, wenn es an der Zeit war, um daraus ein neues Album zu machen. Aus Wochen wurden Monate: Ich sah mir Hunderte von Tutorials an, nahm Unterricht in Tontechnik und beriet mich mit meinen Produzentenfreunden. Nach Tausenden von Arbeitsstunden habe ich das fertiggestellt, was ich Far Star nannte.“
Aufgenommen und produziert wurde das Material für das Album in Tel Aviv von März 2020 bis Dezember 2020 und in New York City von Dezember 2020 bis Juni 2021. Eric Harland hat im Januar 2021 in den GSI Studios in NYC aufgenommen, Ziv Ravitz seinen Beitrag im September 2020 in Frankreich im Heimstudio. Alle Tracks wurden von Gilad Hekselman in seinem Heimstudio in Tel Aviv von März 2020 bis Dezember 2020 und in NYC von Dezember 2020 bis Juni 2021 gemischt, mit Ausnahme von „Fast Moving Century“.

## Titelliste
- Gilad Hekselman: Far Star

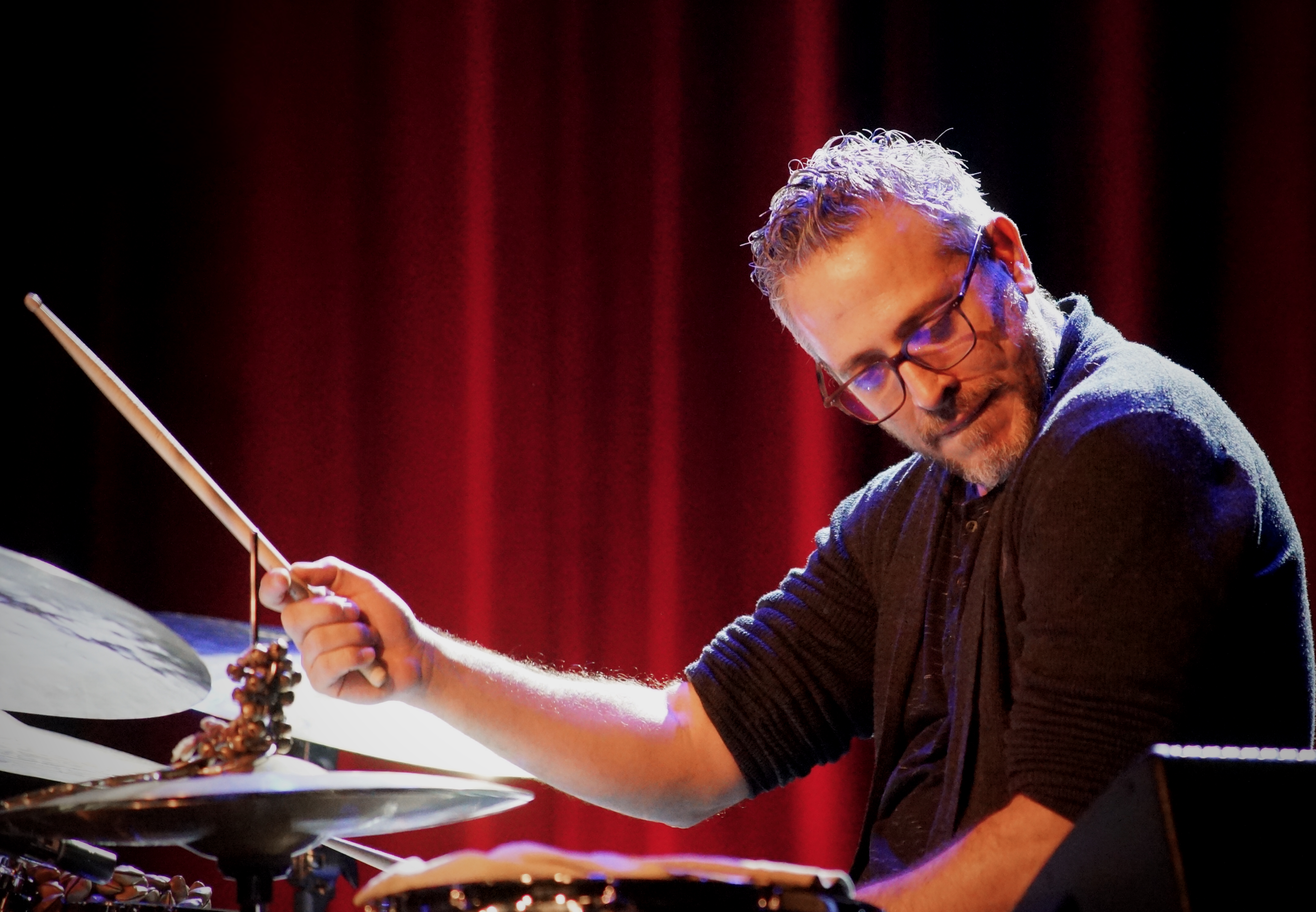
Ziv Ravitz (im Florian Weber Quartet 2019 im Tivoli Vredenburg (Utrecht))

1. Long Way From Home (feat. Eric Harland) 5.17
2. Fast Moving Century (feat. Shai Maestro & Eric Harland) 6.22
3. I Didn’t Know 6.18
4. Far Star 7.00
5. Magic Chord (feat. Eric Harland) 8.29
6. Cycles 4.40
7. The Headrocker (feat. Nomok & Amir Bresler) 3.49
8. Rebirth (feat. Ziv Ravitz)

Die Kompositionen  stammen von Gilad Hekselman.

## Rezeption

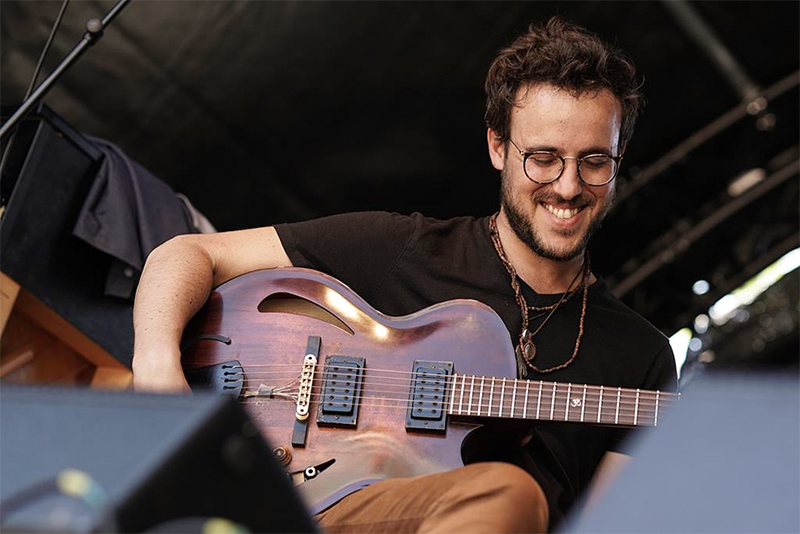
Gilad Hekselman beim Aarhus Jazz Festival 2018

Mike Gates meinte zu Far Star in UK Vibe, Hekselmans Musik strotze vor Erfindungsreichtum. Die Kühnheit seiner Vision werde vielleicht durch die Umstände verstärkt, unter denen sie aufgenommen wurde. Mit Gästen wie Shai Maestro, Eric Harland, Ziv Ravitz, Nomok und Amir Bresler verändere sich die Musik über viele Stile und Genres hinweg – es sei grenzenlose Experimentierfreude bis zum Kern des Jazz. Eine Sache, die in der Musik des Gitarristen beständig ist, sei dessen Fähigkeit, sich immer wieder zu verändern und zu diversifizieren, während er dennoch seinen einzigartigen ursprünglichen Sound beibehalte. In dieser Hinsicht fördere Far Star seinen musikalischen Ausdruck, da es [Pandemie-bedingt] eher aus der Not als aus der Wahl heraus entstanden sei.
Georges Tonla Briquet schrieb in Jazz halo über das Album, Hekselman gehöre zwar (noch) nicht zu der allseits zitierten hippen Riege der Gitarristen, aber er verdeutliche seine Vielseitigkeit gekonnt mit jeder Veröffentlichung. Obwohl Far Star zu verschiedenen Zeiten und an verschiedenen Orten aufgezeichnet wurde (Covid „obligatorisch“), bleibe die musikalische Einheit erhalten.
Man könnte argumentieren, dass kein Album im Jahr 2022 eine lebendigere, kaleidoskopischere Auswahl an Klangbildern bot als Gilad Hekselmans Far Star, meint Dave Sumner (Bandcamp), der das Album zu den besten Neuerscheinungen des Jahres 2022 zählte. Der Gitarrist wechsle die Klänge zwischen den Stücken, als würde er untersuchen, „wie sich Sonnenlicht durch jede Facette eines Edelsteins biegt“. Nie habe es einen Moment gegeben, in dem das Experiment weniger als brillant aufgenommen wurde. Dieses Album sei atemberaubend.